# Unió Esportiva l'Alcúdia
La Unió Esportiva l'Alcúdia és l'equip de futbol del municipi de L'Alcúdia, a la Ribera Alta.
L'actual club naix el 2011 com a fusió de l'antic Club Esportiu l'Alcúdia i l'Escola Municipal de Futbol-L'Alcúdia. Una personalitat molt vinculada al club ha sigut Enrique Ferragut, qui ha sigut president, secretari tècnic i speaker.
L'any 1983, el CE l'Alcúdia va ser convidat a un torneig internacional de futbol a la ciutat francesa de Bolena, en la qual participaven equips de diferents parts d'Europa. Aquell esdeveniment va fer que la delegació de l'equip quedara gratament sorpresa, i en tornar van començar a valorar la possibilitat d'organitzar un torneig de similar característiques. Un any després de la participació a Bolena, l'agost del 1984 es va celebrar la primera edició del Torneig Internacional de futbol Sub-20 de l'Alcúdia, més conegut com el COTIF.